# Laekenois
Laekenois – jeden z belgijskich psów pasterskich, obok malinoisa, tervuerena i groenendaela, w zależności od narodowego klubu uznawanych za odrębne rasy psów (np. we Francji) lub odmiany w obrębie rasy owczarek belgijski (np. w systematyce ras według FCI.), zaliczane do ras pasterskich i zaganiających, zaklasyfikowane do sekcji psów pasterskich (owczarskich). Jest jedynym szorstkowłosym belgijskim psem pasterskim. Jako rasa został uznany po raz pierwszy w 1897 roku.
Krótki rys historyczny
Rasa powstała w XIII wieku w okolicach Antwerpii, gdzie psy te były wykorzystywane jako obrońcy i pasterze stad. Pilnowały także rozłożonego na polach lnu. Nazwa rasy pochodzi od posiadłości Château de Laeken, gdzie mieszkała uwielbiająca Lackense królowa Henrietta. Rasa została zatwierdzona w Belgii w 1897 roku.
Popularność
W Polsce psy tej rasy są rzadkością i można je spotkać jedynie sporadycznie na wystawach.
Charakter i temperament
Jest to pies rączy, inteligentny, bardzo czujny, uparty i zawzięty. Przy tym wierny i posłuszny. Mniej skłonny do gryzienia niż pozostałe owczarki belgijskie. Chętny do pracy, obdarzony temperamentem, żywy, dominujący. Przywiązuje się do rodziny. W stosunku do innych psów przyjmuje zwykle postawę dominującą, może sprawiać kłopoty w kontaktach z innymi psami. Lubi dzieci, jeśli był wcześnie socjalizowany. 
Wygląd
Ma gęstą, kędzierzawą sierść, sprawiającą wrażenie "suchej", długości około 6 cm. Umaszczenie jasnopłowe, pszeniczne, płowe do ciemno płowego. Ciemne cieniowanie występuje na pysku i ogonie. 
Utrzymanie
Wymaga dużo ruchu.